# Glanshammars socken
Glanshammars socken i Närke ingick i Glanshammars härad, ingår sedan 1974 i Örebro kommun i Örebro län och motsvarar från 2016 Glanshammars distrikt.
Socknens areal är 76,05 kvadratkilometer, varav 75,11 land. År 2000 fanns här 1 798 invånare. Tätorten och kyrkbyn Glanshammar med Glanshammars kyrka ligger i socknen.

## Administrativ historik
Glanshammars socken har medeltida ursprung. 
Vid kommunreformen 1862 övergick socknens ansvar för de kyrkliga frågorna till Glanshammars församling och för de borgerliga frågorna till Glanshammars landskommun. Landskommunen utökades 1952 och uppgick 1974 i Örebro kommun. Församlingen utökades 2002.
1 januari 2016 inrättades distriktet Glanshammar, med samma omfattning som församlingen hade 1999/2000.  
Socknen har tillhört fögderier, tingslag och domsagor enligt vad som beskrivs i artikeln Närke.  De indelta soldaterna tillhörde Närkes regemente, Örebro kompani och Livregementets husarkår, Örebro skvadron.

## Geografi
Glanshammars socken ligger nordost om Örebro och norr om Hjälmaren med  skogsplatån Käglan i norr. Socknen är slättbygd i söder och skogsbygd i övrigt. En rullstensås sträcker sig i nord-syd fortsätter som ett näs i Hjälmaren.

## Fornlämningar
En stensättning kan vara från bronsåldern. Tre större och flera mindre gravfält från järnåldern är funna. Sju mindre gravfält från järnåldern är funna. Nio runristningar är kända.
Hassleskatten har hittats i socknen. Föremålen lades ned i en mindre vattensamling ca 500 f.Kr. och anses vara ett offer till gudarna. Hassleskatten består av importerade dyrbara bronsföremål från Syd- och Mellaneuropa.

## Namnet
Namnet (1279 Glanshamar) kommer från kyrkbyn. Förleden kan innehålla ortnamnet Glan bildat av glan, 'öppning, ljusing'. Efterleden  är hammar, 'stenig höjd, stenbacke' syftande på en höjd bredvid kyrkan.

## Befolkningsutveckling
| Befolkningsutvecklingen i Glanshammars socken 1750–1990                                                 | Befolkningsutvecklingen i Glanshammars socken 1750–1990 | Befolkningsutvecklingen i Glanshammars socken 1750–1990 | Befolkningsutvecklingen i Glanshammars socken 1750–1990 | Befolkningsutvecklingen i Glanshammars socken 1750–1990 |
| --- | ------------------------------------------------------- | ------------------------------------------------------- | ------------------------------------------------------- | ------------------------------------------------------- |
| |                                                         |                                                         |                                                         |                                                         |
| År |                                                         |                                                         | Folkmängd                                               |                                                         |
| 1750 | 1750                                                    |                                                         | 1 167                                                   |                                                         |
| 1760 | 1760                                                    |                                                         | 1 372                                                   |                                                         |
| 1769 | 1769                                                    |                                                         | 1 340                                                   |                                                         |
| 1790 | 1790                                                    |                                                         | 1 352                                                   |                                                         |
| 1800 | 1800                                                    |                                                         | 1 423                                                   |                                                         |
| 1810 | 1810                                                    |                                                         | 1 408                                                   |                                                         |
| 1820 | 1820                                                    |                                                         | 1 441                                                   |                                                         |
| 1830 | 1830                                                    |                                                         | 1 690                                                   |                                                         |
| 1840 | 1840                                                    |                                                         | 1 898                                                   |                                                         |
| 1850 | 1850                                                    |                                                         | 1 997                                                   |                                                         |
| 1860 | 1860                                                    |                                                         | 2 106                                                   |                                                         |
| 1870 | 1870                                                    |                                                         | 2 254                                                   |                                                         |
| 1880 | 1880                                                    |                                                         | 2 230                                                   |                                                         |
| 1890 | 1890                                                    |                                                         | 2 185                                                   |                                                         |
| 1900 | 1900                                                    |                                                         | 2 098                                                   |                                                         |
| 1910 | 1910                                                    |                                                         | 1 884                                                   |                                                         |
| 1920 | 1920                                                    |                                                         | 1 776                                                   |                                                         |
| 1930 | 1930                                                    |                                                         | 1 731                                                   |                                                         |
| 1940 | 1940                                                    |                                                         | 1 603                                                   |                                                         |
| 1950 | 1950                                                    |                                                         | 1 349                                                   |                                                         |
| 1960 | 1960                                                    |                                                         | 1 218                                                   |                                                         |
| 1970 | 1970                                                    |                                                         | 1 191                                                   |                                                         |
| 1980 | 1980                                                    |                                                         | 1 697                                                   |                                                         |
| 1990 | 1990                                                    |                                                         | 1 734                                                   |                                                         |
| Anm: Källor: Umeå universitet - Tabellverket 1749-1859, Demografiska databasen, CEDAR, Umeå universitet |                                                         |                                                         |                                                         |                                                         |